# Albánská křesťanskodemokratická strana Kosova
Partia Shqiptare Demokristane e Kosovës je originální název Albánské křesťanskodemokratické strany v Kosovu. Jedná se o poměrně málo významnou stranu, která v posledních volbách v roce 2004 získala 1,8 procenta hlasů a obsadila 2 křesla ve 120členném parlamentu.